# NGC 6030
NGC 6030 في الفهرس العام الجديد، هي مجرة، تقع في كوكبة الجاثي. اكتشفت في 17 يونيو 1884 بواسطة إدوارد ستيفان.

## روابط خارجية
- NGC 6030 على موقع ويكي سكاي: DSS2, SDSS, GALEX, IRAS, Hydrogen α, X-Ray, Astrophoto, Sky Map, Articles and images